# 巴特拜尔索因
巴特拜尔索因是德国巴伐利亚州的一个市镇。总面积17.67平方公里，总人口1153人，其中男性588人，女性565人（2011年12月31日），人口密度65人/平方公里。